# 釜山港

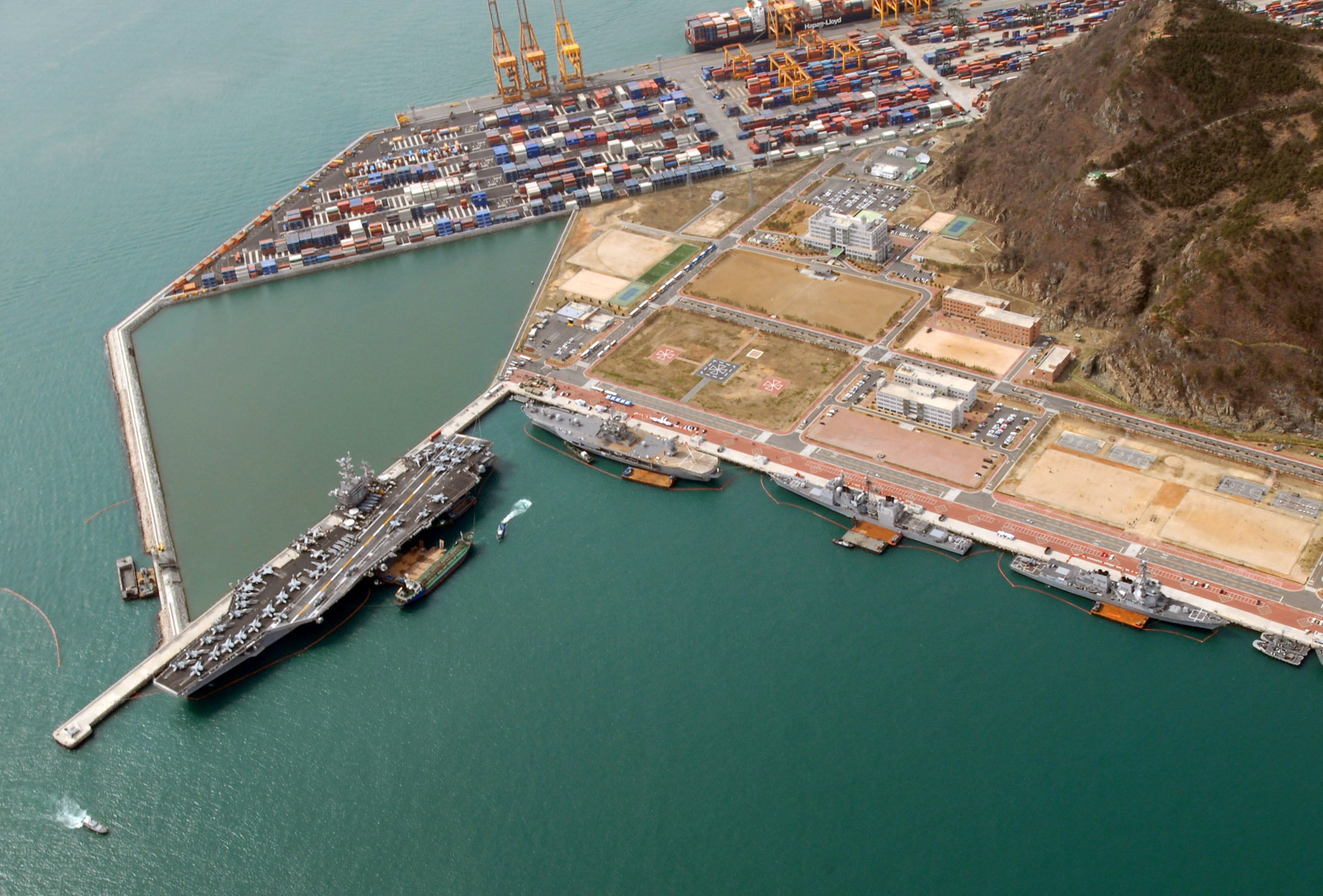
釜山貨櫃港及釜山海軍基地。

釜山港（韩语：／ Busanhang）是世界最大和最繁忙的港口之一，位於大韩民国釜山廣域市。